# Bryum cadetii
Bryum cadetii är en bladmossart som beskrevs av Maurice Bizot och Onraedt in Bizot 1974. Bryum cadetii ingår i släktet bryummossor, och familjen Bryaceae. Inga underarter finns listade i Catalogue of Life.